# همسایگان (مجموعه تلویزیونی)
همسایگان (انگلیسی: Neighbours) یک مجموعه استرالیایی ساخته شده توسط رجی واتسون است که برای نخستین بار در تاریخ ۱۸ مارس ۱۹۸۵ از شبکه هفت استرالیا پخش گردید و تا سال ۲۰۰۹ ادامه یافت. این مجموعه بر اساس داستان‌های واگرایانه ساخته شده‌است و داستان چند جوان را روایت می‌کند که در حومه شهر ملبورن زندگی می‌کنند که در مورد چالش‌های زندگی خود باهم دیگر به صورت واضح حرف می‌زنند و می‌خواهند آن‌ها را حل کنند. این سریال هم نزد مردم به یکی از سریال‌های سریال آبکی معروف گشته‌است.

## نگارخانه

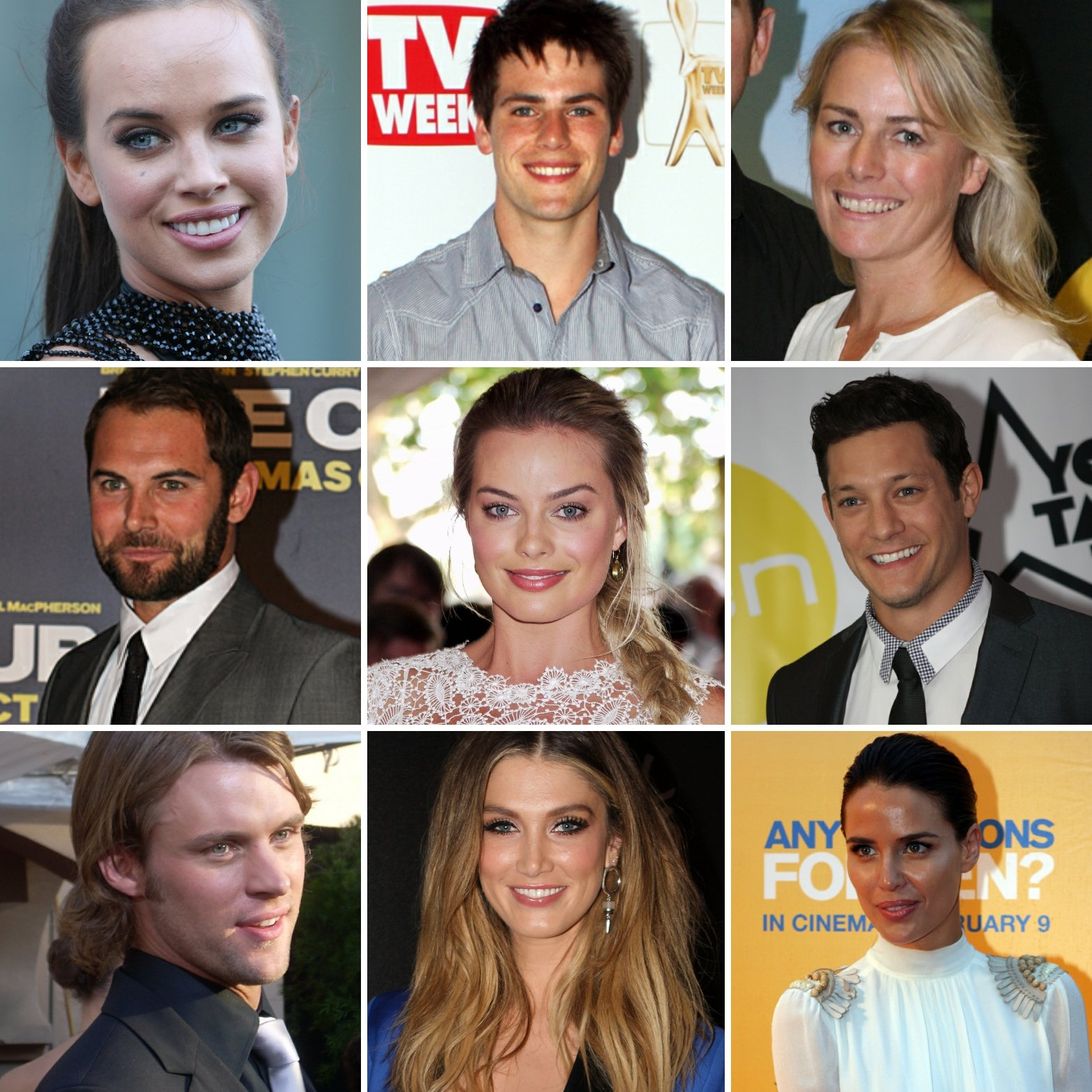
بازیگران سریال همسایگان